# یوشیرو ایرینو
یوشیرو ایرینو (انگلیسی: Yoshirō Irino؛ ۱۳ نوامبر ۱۹۲۱ – ۲۸ ژوئن ۱۹۸۰) آهنگساز اهل ژاپن بود.